# 미야케 쇼
미야케 쇼(일본어: 三宅 唱, 1984년 7월 18일 ~ )는 일본의 영화 감독, 영화 각본가이다.

## 작품 목록
- 플레이백 (2012)
- 더 콕핏 (2015, 다큐)
- 밀사와 파수꾼 (2017)
- 너의 새는 노래할 수 있어 (2018)
- 와일드 투어 (2019)
- 너의 눈을 들여다보면 (2022)
- 새벽의 모든 (2024)
- 여행과 나날 (2025)